# 36 і 6 котів
«36 і 6 котів» — серія книжок української письменниці Галини Вдовиченко. Складається з чотирьох книжок: «36 і 6 котів: вусато-хвостата історія для дітей», «36 і 6 котів-детективів», «36 і 6 котів-компаньйонів», «36 і 6 котів-рятувальників». Перша книжка вийшла 2015 року. 2024 року до серії додалася книжка "36 і 6 собак". Є також перша книжка - "Котохатка" - у відгалуженні цієї серії у форматі "книжка-картинка" для молодших читачів.
Книга для молодшого та середнього шкільного віку. Персонажами книги є 42 коти з оригінальними іменами, які оселилися в квартирі жінки та її племінника
Книжка вийшла у Видавництві Старого Лева. Станом на початок 2025 року було продано понад 250 тисяч книжок з цієї серії, що є високим показником для українського книжкового ринку.
Перекладена латиською Маріансом Ріжийсом, литовською - Донатою Рінкявічене, німецькою - Каті Бруннер, грузинською - Ніно Наскідашвілі, а також китайською, білоруською, уривки - англійською і чеською. З санкт-петербурзьким видавництвом АСТ, яке переклало і видало цю книжку російською, з повномасштабним вторгненням російських військ в Україну угода була розірвана.
За мотивами книги «36 і 6 котів-детективів» творча студія Наталії Журавльової на сцені Волинського академічного обласного українського музично-драматичного театру імені Тараса Григоровича Шевченка поставила благодійну виставу «36 і 6 котів». Прем'єра відбулася 16 грудня 2019 року.
Головним редактором першої книги була Мар'яна Савка, літературним редактором — Вікторія Стах, технічним редактором — Роман Коник, коректором — Наталка Малетич.

## Номінації і нагороди
У 2015 році вона ввійшла до короткого переліку премії Дитяча Книга року ВВС-2015 У 2016 році здобула звання "Найсмішніша книжка року" від дитячого журі конкурсу "Волохатий олівець" на Книжковому Арсеналі. Також отримала перше місце в номінації "дитяча література (проза)" фестивалю Book Space-2019 в Дніпрі. 2022 року здобула перемогу в номінації дитячої літератури для дітей старше 9 років від "Журі для дітей, молоді і батьків" в рамках національної Програми сприяння читанню Латвії, що її підтримує Латвійська національна бібліотека.